# Imilchil
Imilchil (Zentralatlas-Tamazight ⵉⵎⵉⵍⵛⵉⵍ) ist eine ausschließlich von Berbern bewohnte Bergoase mit gut 3000 Einwohnern in der Region Drâa-Tafilalet im Hohen Atlas-Gebirge in Marokko; gleichzeitig bildet sie das Zentrum einer mehrere Dörfer umfassenden Landgemeinde (commune rurale) mit ca. 9000 Einwohnern.
Die Abgeschiedenheit des Hochtals trug wahrscheinlich ganz wesentlich zur Herausbildung von Traditionen bei, die in der islamischen Welt ansonsten weitgehend unbekannt sind – so ist Imilchil über die Grenzen Marokkos hinaus bekannt wegen des alljährlich Ende August bzw. Anfang September stattfindenden Moussem mit angeschlossenem „Heiratsmarkt“, der jedoch inzwischen eher den Charakter eines Musik- oder Folklorefestivals angenommen hat.

## Lage und Klima
Imilchil liegt am ganzjährig mehr oder weniger Wasser führenden Gebirgsfluss Assif Melloul etwa 150 km (Fahrtstrecke) südlich von Khenifra bzw. etwa 125 km nördlich von Tinghir in einer Höhe von etwa 2120 m. Das Klima ist wegen der Höhenlage des Ortes eher kühl; Regen (ca. 600–700 mm/Jahr) fällt hauptsächlich im Winterhalbjahr.

## Bevölkerung
| Jahr      | 1994 | 2004 | 2014 | 2024 |
| Einwohner | 7253 | 8222 | 8870 | 9164 |

Die Einwohner des Ortes sind nahezu ausnahmslos Berber vom Stamm der Aït Haddidou, einer Untergruppe der Aït Yafelman, die – neben Arabisch – hauptsächlich ihren regionalen Dialekt, eine Variante des Zentralatlas-Tamazight, sprechen.

## Wirtschaft
Die Bewohner von Imilchil leben traditionell von der Schaf- und Ziegenzucht; auch Hühner werden gehalten. Daneben wird auf den in Ufernähe gelegenen Feldern Getreide und Gemüse angebaut. Der Tourismus spielt seit einigen Jahren ebenfalls eine Rolle: Für Marokkaner ist das Klima in den Sommermonaten angenehm kühl; ausländische Touristen kommen vor allem wegen des Moussem im September.

## Geschichte
Wie in allen Berberdörfern, so wurden auch in Imilchil Informationen oder Legenden zur Familien- und Ortsgeschichte nur mündlich weitergegeben. Man kann vermuten, dass das Tal lange Zeit lediglich als sommerliche Hochweide für Viehnomaden (Transhumanten) diente, deren allmähliche Sesshaftwerdung erst spät (d. h. um 1500 n. Chr.) einsetzte.

## Sehenswürdigkeiten

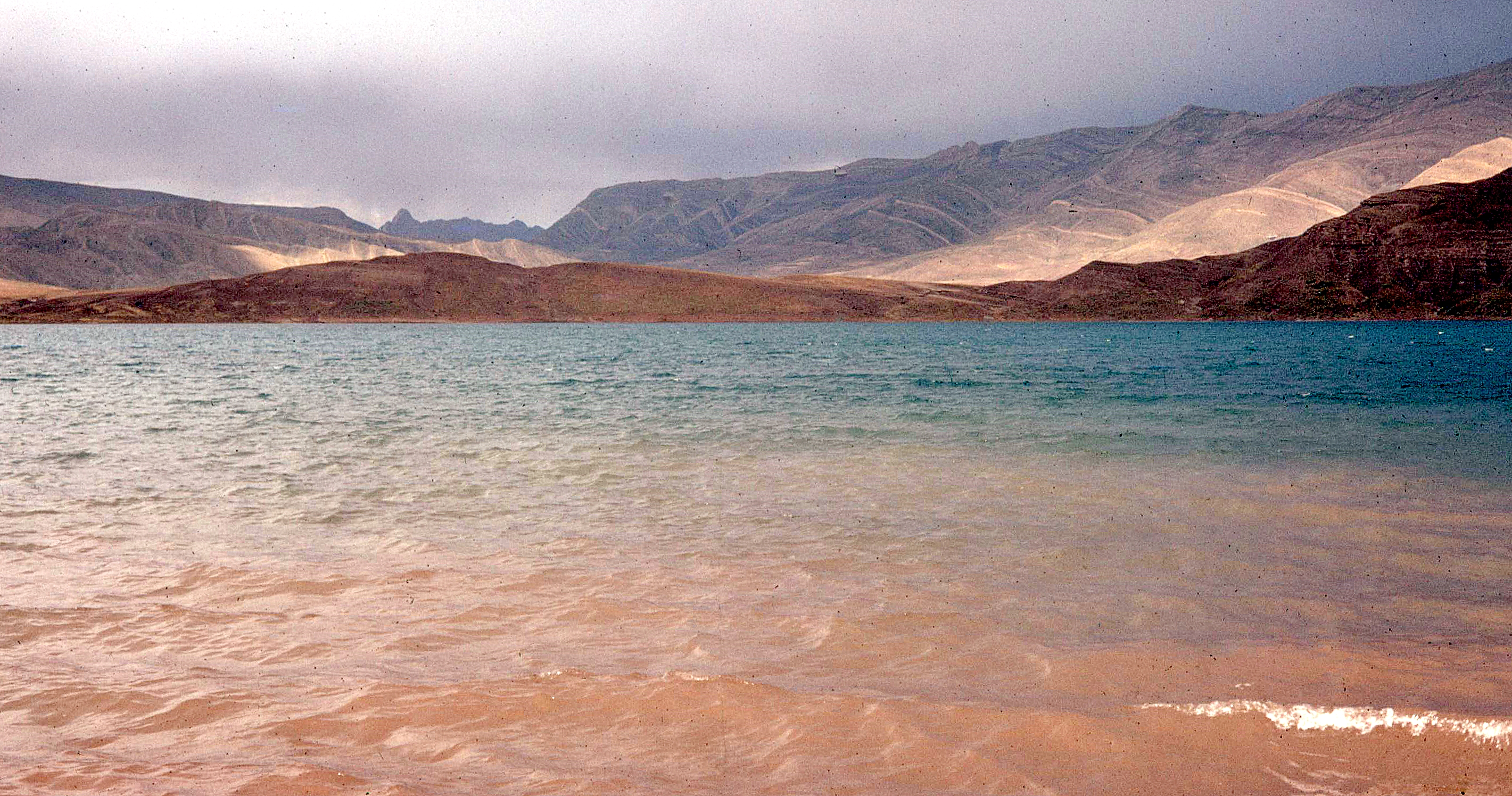
Lac d’Isli

- Der Ort hat keine baulichen Attraktionen; die bis weit ins 20. Jahrhundert hinein existierenden Häuser oder Wohnburgen (tighremts) aus – mit kleinen Steinen und etwas Stroh durchsetzten – Stampflehm sind in den letzten Jahrzehnten weitgehend Neubauten aus Hohlblocksteinen mit Treppen und Decken aus Stahlbeton gewichen. Von den alten Wohnburgen stehen nur noch Ruinen.
- Spaziergänge entlang der kleinen Felder am Flussufer oder Wanderungen an den Berghängen entschädigen ein wenig für das ansonsten kaum beeindruckende Ortsbild.
- In der Umgebung von Imilchil werden Mineralien (Drusen) gefunden, die im Ort, aber auch anderswo verkauft werden.[2]
- Etwa 5 km nördlich bzw. 12 km nordöstlich befinden sich zwei idyllisch gelegene Bergseen (Lac Tislit und Lac d’Isli), deren Entstehung von einigen Forschern auf Meteoriteneinschläge vor ca. 40.000 Jahren zurückgeführt wurde[3], was inzwischen jedoch wieder umstritten ist.[4]

## Feste
Der berühmte „Heiratsmarkt“ (heute eher ein Jahrmarkt mit Musikgruppen aus dem Umkreis von etwa 150 km), der beim Dorf Agda (ca. 20 km südlich von Imilchil) stattfindet, ist eng verknüpft mit einem Pilgerfest und Markttag zu Ehren des Orts- oder Stammesheiligen Sidi Ahmed Oul Marhni. Einer Legende zufolge sind die beiden Seen der Umgebung durch die Tränen zweier Liebender entstanden, deren Familien- oder Stammesoberhäupter nicht in die Hochzeit einwilligten – die beiden weinten sich zu Tode und aus Trauer und Reue beschloss man alljährlich ein Fest zu organisieren, bei dem sich junge Männer und Frauen der in der näheren und weiteren Umgebung lebenden Stämme kennenlernen und gegebenenfalls auch heiraten konnten. In der Realität lässt sich der „Heiratsmarkt“ wohl eher auf die dünne Besiedlung der Gegend zurückführen, die ein solches Ereignis hervorbrachte, bei dem die Eltern ihre Söhne und Töchter anderen vorstellen konnten. Dass ein solches Ereignis an den Beginn der kühleren Jahreszeit aber vor dem Einsetzen der Winterregenfälle gelegt wurde, dürfte mit dem geringeren Arbeitsanfall im Herbst und Winter zu tun haben.